# Георгиос Корделас
Георгиос Корделас (на гръцки: Γιώργος Κορδέλλας) е гръцки режисьор и текстописец.

## Биография
Родена е на 23 декември 1959 година в македонския град Кожани. От 1981 година работи в киното и телевизията. Като заместник-директор работи със серия известни актьори и актриси. Работи като режисьор в най-големите телевизии в Гърция. Като текстописец работи с някои от най-големите композитори в Гърция. Корделас режисира музикални и театрални представления, документална поредица на държавната телевизия и други. Първият му филм на голям екран, който режисира „Розата от Измир“, печели наградата на Гръцката филмова академия за най-добри костюми. Критиците приемат положително работата на Корделас по филма и го наричат „с трогателен финал, който ще развълнува много добронамерени любителите на екзотични романси“.